# Gewerkschaft

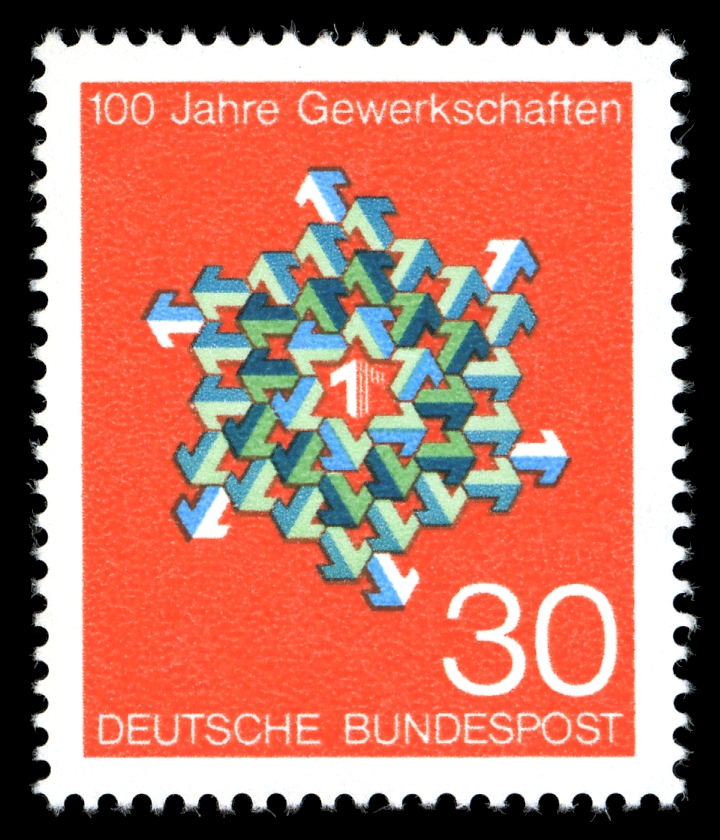
Briefmarke 1968, 100 Jahre Gewerkschaften in Deutschland

Eine Gewerkschaft ist eine Vereinigung der Interessenvertretung von abhängig beschäftigten Arbeitnehmern zur Vertretung ihrer wirtschaftlichen, sozialen und kulturellen Interessen. Mitglieder einer Gewerkschaft werden als Gewerkschafter oder Gewerkschaftler bezeichnet.

## Aufgaben und Interessen

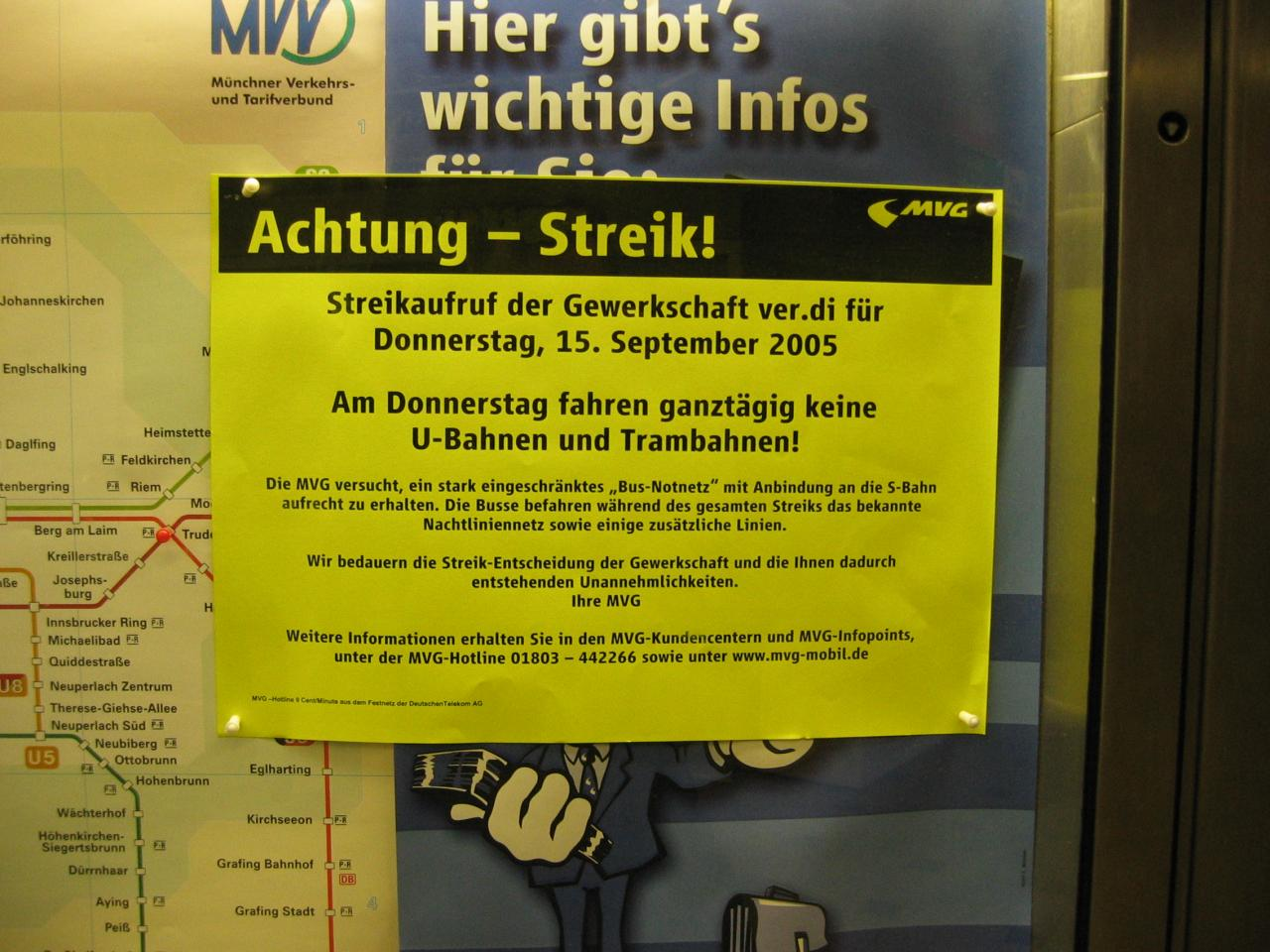
Streik bei den Münchener Verkehrsbetrieben, 2005

Die Gewerkschaften sind zumeist aus der europäischen Arbeiterbewegung hervorgegangen und setzen sich seit ihrem Bestehen für höhere Löhne, bessere Arbeitsbedingungen, mehr Mitbestimmung, für Arbeitszeitverkürzungen und teilweise auch für weitergehende Gesellschaftsveränderung ein. Ihr Zweck ist die Aufhebung der durch den individuellen Arbeitsvertrag gesetzten Vereinzelung und Konkurrenz unter den Lohnarbeitern durch die kollektive Interessenvertretung – mit dem Ziel, allgemeine und verbindliche Regelungen (für alle Beschäftigten) per Tarifvertrag oder per Gesetz durchzusetzen. Sie schließen als Verhandlungspartner von Arbeitgeberverbänden beispielsweise überbetriebliche Tarifverträge ab und führen dazu Lohnkämpfe, gegebenenfalls auch mit Hilfe von Streiks und Boykotts. Die Gewerkschaften versuchen, in Vertretung der Interessen ihrer Mitglieder, einen möglichst großen Teil der Unternehmensgewinne als Lohn und zur Verbesserung der Arbeitsbedingungen an die Belegschaft zu verteilen. Dagegen vertritt die Unternehmensführung die Interessen der Unternehmensinhaber und Aktionäre, die möglichst hohe Gewinne erwirtschaften will, als ausgeschüttete Dividende und neue betriebliche Investitionen. Da es keine richtige oder optimale Aufteilung der Gewinne gibt, ist die Gewinnverteilung eine Machtfrage, die von beiden Parteien entsprechend ihrer Interessenlage unterschiedlich beurteilt wird.

## Ökonomische Grundlage
Gewerkschaften weisen oft darauf hin, dass ihre Lohnforderungen für eine Umverteilung mindestens des Produktivitätsfortschritts sorgen und so insbesondere die Massenkaufkraft, Voraussetzung für einen stabilen (Binnen-)Konsum, erhalten bleibt. So argumentieren Gewerkschaften auf der Grundlage nachfrageorientierter Wachstumsmodelle für ihre Positionen.
Insbesondere neoklassisch orientierte Ökonomen fordern ein flexibles Arbeitszeitmodell; Gewerkschaften stehen jedoch häufig für andere Regelungen ein. Kritiker werfen Gewerkschaften vor, dadurch den heimischen Standort zu schwächen. Für die Ökonomen der Gewerkschaften – traditionell eher Anhänger des Keynesianismus – geht die Krise auf dem Arbeitsmarkt v. a. auf die Produktivitätszuwächse zurück, die gesellschaftlich ungleich verteilt sind und der Markt deshalb nicht das erhöhte Produktionspotential aufnehmen kann (Binnennachfrage). Die Gewerkschaften behaupten, nicht die Lohnkosten seien zu hoch, sondern die Löhne seien zu niedrig.
Gegner dieser Auffassung sagen, dass gerade für Unternehmen, die dazu in der Lage sind, flexibel den Standort in Niedriglohnländer zu verlagern, hohe Stundenlöhne jedoch abschreckend seien. Andererseits können sich auch die Verhältnisse in Niedriglohnländern schnell ändern. In China steigen die Löhne derzeit um bis zu zehn Prozent pro Jahr. Die Chinesen verlagern ihre Produktionen nach Vietnam und Myanmar.
Es scheint, dass in Osteuropa in den letzten Jahren zahlreiche neue Werke der Automobilindustrie entstanden und in Deutschland Arbeitsplätze verloren gegangen seien. In Ländern mit hoher Produktivität und niedrigeren Lohnkosten als in Deutschland, etwa Schweden, blieben Arbeitsplätze hingegen erhalten. Gerade in der Industrie seien von Arbeitsplatzabbau auch zuliefernde Unternehmen und damit weitere Stellen betroffen. Tatsächlich haben sich aber die durchschnittlichen Lohnstückkosten in Schweden in den letzten zehn Jahren um das Vierfache mehr erhöht als in Deutschland. Auch ist die Zahl der in der deutschen Automobilbranche Beschäftigten in Deutschland sogar gestiegen.
In globalisiertem Kontext aufgeführte keynesianische Argumente zu Nachfragestärkung würden nach den Kritikern angeblich damit überlagert, da ohne Arbeit auch keine Nachfrage möglich ist und weil sich Investitionen ungehinderter im globalen Markt bewegen können als Menschen.
Zur Kaufkrafttheorie der Löhne gibt es unterschiedliche Ansichten. Während der Kaufkrafttheorie kritisch gegenüberstehende Ökonomen meinen, dass diese Theorie die Verhältnisse zu sehr vereinfache, meinen die Befürworter dieser Theorie, dass die Gewinntheorie die Verhältnisse zu sehr vereinfache.
Durch die Senkung von Konfliktkosten tragen die Gewerkschaften in Deutschland zu einer stabilen Grundlage der Wirtschaft bei. Im Vergleich zu anderen industriell entwickelten Rechtsstaaten wird in Deutschland nur selten gestreikt. Als nach dem Prinzip der Gewaltenteilung wirkende Gegenkraft ermöglichen sie es den Arbeitgebern, sich klar auf ihre Standpunkte zu konzentrieren. Dem stehen auch Konsenskosten entgegen. In Rechtsstaaten sind diese vorwiegend finanzieller Natur. Sie unterscheiden sich somit von den menschlichen Kosten, die durch erzwungenen Konsens in autoritären Staaten entstehen.

## Ziele
In den vergangenen Jahren nahm der Druck auf die Gewerkschaften zu. Staaten in Mittel- und Osteuropa sowie in Asien, Japan, Neuseeland gelang es, ein hohes Bildungs-, Produktivitäts- und Infrastrukturniveau aufzubauen. In Staaten wie China erfolgt der Druck auf Gewerkschaften durch Kriminalisierung der Gründer unabhängiger Gewerkschaften. Weiterhin existiert als Kennzeichen für fehlende Rechtsstaatlichkeit ein Widerspruch zwischen gesetzlichen Regelungen und der Einklagbarkeit von Rechten.
Die Folge der Konkurrenz aus Gebieten mit geringerer Rechtsstaatlichkeit und der Unterdrückung von Gewerkschaften war zum Teil die Abwanderung von Arbeitsplätzen aus Westeuropa. Trotz der hohen Arbeitslosigkeit und der (umstrittenen) These, ein Industrieland wie Deutschland sei international nicht mehr wettbewerbsfähig, halten die Gewerkschaften an Lohnforderungen fest, die zumindest die Inflation ausgleichen, aber auch teilweise höher sind als das wirtschaftliche Wachstum, wenn in einer Branche besonders hohe Produktivitätszuwächse zu verzeichnen sind.
In Deutschland wird auf die im internationalen Vergleich wenigsten Streiktage verwiesen. Streiks sind für alle Gewerkschaften mit hohen Kosten verbunden und für Arbeitgeber neben kurzfristigen Produktionsausfällen langfristig ein Standortnachteil. So ist es im Sinne beider Parteien, Streiks zu vermeiden.
Die meisten Gewerkschaften halten Strategien von Lohnsenkung, um gegen Maschinen zu konkurrieren oder um arbeitsintensive Produktionen zu halten, langfristig für verfehlt, auch wenn sie in Einzelfällen entsprechenden Abmachungen zustimmen. Eine wirtschaftstheoretische Grundlage für solche Lohnsenkungen hierfür gibt es jedoch nicht.
Gewerkschaften zielen bei ihren Aktivitäten auf die Schaffung neuer Massennachfrage, die die Binnenkonjunktur anregen soll. So wird die Abkopplung Deutschlands von der anziehenden Weltkonjunktur zum Teil auf die schwache Binnennachfrage zurückgeführt. Einige Wirtschaftsexperten kritisieren jedoch, dass dabei der doppelte Nachfrageeffekt von den Gewerkschaften keine Berücksichtigung findet. Nachfrage entstehe auch dann, wenn man es Unternehmen erleichtert, Investitionen zu tätigen. Jedoch ist die Wirkung der Investition der eines vorweggenommenen zukünftigen Konsums gleich, denn investiert wird nur dort, wo später Konsum erwartet wird.
Langfristig sei der Konsum der Zukunft durch die Kredite für die Investitionen in der Vergangenheit bereits gebunden. Somit könne man sich langfristig auf die Betrachtung des Konsums zurückziehen und deswegen den Effekt der doppelten Nachfrage ignorieren. Allerdings haben die letzten Jahre gezeigt, dass beispielsweise Großunternehmen verstärkt nicht mehr im Inland, sondern auf den Kapitalmärkten oder in Fusionen mit ausländischen Unternehmen investieren. Auch Exportrekorde der deutschen Wirtschaft – die der These mangelnder internationaler Wettbewerbsfähigkeit widersprechen – können die Binnennachfrage nicht ausreichend stützen.
Bedeutender ist beim doppelten Nachfrageeffekt jedoch die Nachfrage im Inland. Diese ist naturgemäß hoch, wenn es heimischen Unternehmen gut geht. Denn nicht nur private Haushalte, sondern insbesondere auch heimische Unternehmen konsumieren im Inland, etwa über Zulieferungen. Hohe Löhne oder hohe Abgaben jedoch wirkten diesem Konsum entgegen und verlagerten ihn ins Ausland. Dieser These wird aber mit dem Argument widersprochen, die hohen Löhne an ortsansässige Mitarbeiter würden diesen erst ermöglichen, auch in der Region ihr erarbeitetes Geld auszugeben, sodass sich bei Lohnerhöhungen allenfalls eine Substitution von Zahlungen an regionale Zulieferer zu Zahlungen an regionale Mitarbeiter ergebe.

## Gesellschaftspolitische Aufgaben der Gewerkschaften
Den Gewerkschaften gelang es im Laufe der Nachkriegszeit immer deutlicher, auch als allgemeiner gesellschaftlicher Vertreter der Interessen der arbeitenden Bevölkerung politisch und institutionell anerkannt zu werden. Hierbei übernahmen sie außerhalb des eigentlichen Koalitionszwecks, wie der Wahrnehmung der Arbeitnehmerinteressen beim Abschluss von Tarifverträgen, umfangreiche Aufgaben. Dies gelang vor allem im politischen Raum umso mehr, als sie in allen Parlamenten durch eine große Anzahl von ihnen als Mitglieder angehörenden Abgeordneten Unterstützung fanden. So waren in den Bundestagen von 1965–1977 sowie von 1998 (gemeint ist jeweils das Wahljahr) zwischen 50 % und 60 % der Abgeordneten Mitglieder von Gewerkschaften, 2002 waren es 47 %, 2005 sind es unter 40 % (36 % bei den DGB-Gewerkschaften). Im Rahmen der Mitbestimmung der Arbeitnehmer bei den sie beschäftigenden Betrieben erhielten die Gewerkschaften, soweit sie dort Mitglieder besitzen, selbständige Antrags- und Beteiligungsrechte, wie auch grundsätzliche Zugangsrechte zu diesen Betrieben. Bei Unternehmen, die mehr als 2000 Beschäftigte haben, haben sie das Recht zwei oder drei der den dort Beschäftigten zustehenden Aufsichtsräte (zwischen sechs und zehn je nach Betriebsgröße) direkt zu stellen. Zwar werden auch die Gewerkschaftsvertreter von den stimmberechtigten Mitarbeitern des Betriebes oder deren Delegierten gewählt, jedoch steht das Vorschlagsrecht hierzu allein der Gewerkschaft zu. So saßen nach einer Ermittlung des Instituts der deutschen Wirtschaft aus dem Jahre 2006 in den Aufsichtsräten der mitbestimmungspflichtigen Unternehmen ca. 1.700, zum Teil hochrangige, Vertreter der Gewerkschaften. An der Sozial- und Arbeitsverwaltung nehmen die Gewerkschaften teilweise durch Entsendung von Mitgliedern teil und treten immer dort als Vertreter der Arbeitnehmer auf, wo die Arbeitgeber sich von ihren Verbänden vertreten lassen. Aufgrund ihrer Stellung entsenden sie auch ihre Vertreter in allgemeine Einrichtungen, wie etwa den bei den öffentlich-rechtlichen Rundfunkanstalten gebildeten Rundfunkräten.

## Organisationsgrad
Ein wichtiger Maßstab für die Durchsetzungskraft einer Gewerkschaft oder eines Gewerkschaftsverbandes ist der Organisationsgrad. Gewerkschaft basiert auf Gemeinschaft und aus dieser Gemeinschaft resultiert eine „Position der Stärke“. Je größer die Gemeinschaft, desto größer auch die Position der Stärke. Der (Netto-)Organisationsgrad bezeichnet dabei den Anteil der in einer Branche oder einem Organisationsbereich beschäftigten Gewerkschaftsmitglieder an allen in dieser Branche oder diesem Bereich Beschäftigten.
Manche Gewerkschaften in manchen Ländern haben wie andere gesellschaftliche Großorganisationen in den letzten Jahrzehnten einen erheblichen Mitgliederschwund gehabt. Das Gesamtbild ist jedoch nicht einheitlich. Häufig genannte Gründe für einen Rückgang sind eine gesellschaftliche Tendenz zur Individualisierung, kleiner werdende Betriebsstrukturen, Verringerung von Arbeitsplätzen in der Industrie zu Gunsten des Dienstleistungsbereichs, aber auch der Führungsstil der Gewerkschaften, Korruptionsaffären und Unzufriedenheit der Mitglieder mit den Ergebnissen bei der Durchsetzung von Entgelterhöhungen. Einzelheiten sind der folgenden Tabelle zu entnehmen. In Deutschland verzeichnen manche Gewerkschaften inzwischen wieder Mitgliederzuwächse.
| Land        | 1960 | 1980   | 2000   |
| ----------- | ---- | ------ | ------ |
| Schweden    | 70,7 | 78,2 ▲ | 81,9 ▲ |
| Finnland    | 29,3 | 70,0 ▲ | 79,0 ▲ |
| Dänemark    | 60,2 | 77,5 ▲ | 81,7 ▲ |
| Belgien     | 40,7 | 56,6 ▲ | 58,0 ▲ |
| Norwegen    | 51,6 | 54,1 ▲ | 54,3 ▲ |
| Irland      | 43,8 | 55,3 ▲ | 38,5 ▼ |
| Österreich  | 57,8 | 50,8 ▼ | 35,3 ▼ |
| Italien     | 22,2 | 44,4 ▲ | 31,0 ▼ |
| UK*         | 43,5 | 52,2 ▲ | 29,5 ▼ |
| Deutschland | 34,2 | 33,6 ▼ | 21,6 ▼ |
| Japan*      | 32,2 | 30,3 ▼ | 21,5 ▼ |
| Niederlande | 41,0 | 32,4 ▼ | 22,3 ▼ |
| USA*        | 28,9 | 21,1 ▼ | 13,5 ▼ |
| Frankreich  | 19,2 | 17,1 ▼ | 9,0 ▼  |

Organisationsgrad in %: aktive Mitglieder (ohne Rentner) zu abhängig Beschäftigte zzgl. Arbeitslose; Länder mit *: Mitglieder zu abhängig Beschäftigte.

## Internationale Gewerkschaftsorganisationen
siehe:
- Internationaler Gewerkschaftsbund
- Weltgewerkschaftsbund
- Europäischer Gewerkschaftsbund

## Belgien
Die erste Gewerkschaft („Vakbond“) wurde in Belgien von den Schriftsetzern in Brüssel 1842 gegründet. Belgien hat mit ca. 80 % der Beschäftigten einen der höchsten gewerkschaftlichen Organisationsgrade in Europa. In Belgien gibt es verschiedene Gewerkschaftsrichtungen, unter anderem „Freie Gewerkschaften“.
Die Gewerkschaften übernehmen in Belgien auch Aufgaben als Arbeitslosenkassen.
In Belgien und damit auch in der Deutschsprachigen Gemeinschaft sind die wichtigsten Organisationen:
- Der mitgliederstärkste Gewerkschaftsbund ist die christlich-sozial orientierte Christliche Gewerkschaft CSC (Confédération des syndicats chrétiens).
- Die Liberale Gewerkschaft CGSLB (Confédération Générale des Syndicats Libéraux de Belgique) ist eine unabhängige interprofessionnelle Gewerkschaft und sozial-liberal orientiert.
- Der auch als „Sozialistische Gewerkschaft“ bezeichnete Allgemeine Belgische Gewerkschaftsbund (FGTB) ist der zweitgrößte Gewerkschaftsbund und sozial-demokratisch orientiert.

Neben diesen drei Organisationen sind folgende Gewerkschaften (Vakbonden) im flämischen Teil Belgiens registriert:
- NCK – Nationale Confederatie van Kaderleden
- Neutr-On – Neutrale Vakbond
- UF – Nuod-unie van Financiën

## Frankreich
In Frankreich gibt es verschiedene vorwiegend politisch ausgerichtete Gewerkschaften:
Hinweis: Die im Folgenden genannten Mitgliederzahlen stammen von den Gewerkschaften selbst, nach dem unabhängigen Institut Superieur du Travail (Höheres Arbeitsinstitut) sind die tatsächlichen Zahlen wesentlich niedriger, Zahlen von 2016‑2018.

### Confédération française démocratique du travail
Die Confédération française démocratique du travail (CFDT, Französischer Demokratischer Gewerkschaftsbund) ist mit etwa 800.000 Mitgliedern der größte Gewerkschaftsbund Frankreichs.
Gegründet wurde die CFDT 1964, als die Mitglieder des christlichen Gewerkschaftsbunds Confédération française des travailleurs chrétiens (CFTC) sich mehrheitlich für eine Säkularisierung und die Umbenennung zur CFDT entschieden. Etwa ein Zehntel ihrer Mitglieder verließ allerdings in der Folge den Verband und gründete die CFTC wieder neu.
In ihren frühen Jahren stand die CFDT politisch der Parti socialiste unifié (PSU) nahe, ab 1974 dann der Parti socialiste (PS) unter François Mitterrand. Inzwischen ist die CFDT allerdings politisch weitgehend ungebunden und unterstützte beispielsweise 1995 den konservativen Premierminister Alain Juppé bei der Durchsetzung heftig umstrittener Sozialstaatsreformen.

### Confédération générale du travail
Die Confédération générale du travail (CGT, Allgemeiner Gewerkschaftsbund) ist ein französischer Gewerkschaftsbund, der traditionell der Kommunistischen Partei Frankreichs nahesteht. Seit einigen Jahren ist allerdings zu beobachten, dass diese Verbindung zunehmend schwächer wird.
Gegründet wurde die CGT 1895 auf einem Kongress in Limoges durch den Zusammenschluss der Fédération des bourses du travail und der Fédération nationale des syndicats.
Heute ist die CGT mit etwa 700.000 Mitgliedern der zweitgrößte Gewerkschaftsbund Frankreichs. Geographische Schwerpunkte sind das Département Ariège im Südwesten des Landes (an der Grenze zu Spanien und Andorra) und die Region Limousin.

### Confédération générale du travail-Force ouvrière
Die Confédération générale du travail-Force ouvrière (CGT-FO; sinngemäß Allgemeiner Gewerkschaftsbund-Arbeitermacht), heute in aller Regel Force ouvrière (FO) genannt, ist einer der vier bedeutenden Gewerkschaftsbünde in Frankreich. Sie ist traditionell der gemäßigten Linken zuzuordnen.
Ihre Raison d’Être (Daseinszweck) ist die Dominanz der KPF im Allgemeinen Gewerkschaftsbund (CGT) nach dem Zweiten Weltkrieg. Die Gründung erfolgte 1948. Sie sieht ihr Ziel in der Verteidigung der Ideale der Republik: (Freiheit, Gleichheit, Brüderlichkeit, Trennung des Staates von der Religion). Die Besonderheit der CGT-FO liegt in der parteipolitischen Profillosigkeit.

### Confédération paysanne
Die Confédération paysanne (auch als die conf’ bekannt) ist eine französische Bauerngewerkschaft. Sie ist Mitglied in der Europäischen Bauern Koordination und der Via Campesina.
Sie wurde 1987 gegründet. Sie entstand aus der Vereinigung zweier kleinerer Gewerkschaften, der FNSP und der CNSTP. 2001 erhielt sie 28 % der Stimmen bei den Wahlen zur Landwirtschaftskammer, dies machte sie zur zweitgrößten landwirtschaftlichen Gewerkschaft in Frankreich. Sie ist in allen französischen Départements und Übersee-Départements aktiv.
Sie kämpft für eine kleinräumige Landwirtschaft, für den Umweltschutz und für die Qualität der erzeugten Produkte. Ihre öffentlichkeitswirksamen Aktionen gegen die WTO im August 1999 und gegen die Nutzung von gentechnisch veränderten Organismen in der Landwirtschaft sowie die Skandale um dioxinverseuchtes Hühnerfleisch und BSE in der Massentierhaltung ließen ihre Popularität in Frankreich steigen.

### Confédération française des travailleurs chrétiens
Die Confédération française des travailleurs chrétiens (CFTC, Französischer Bund christlicher Arbeiter) ist ein französischer Gewerkschaftsbund mit derzeit etwa 130.000 Mitgliedern.
Gegründet wurde der Verband 1919 durch den Zusammenschluss von 321 Gewerkschaften. Die Programmatik lehnte sich an die Enzyklika Rerum Novarum von Papst Leo XIII. an. Daher wurde eine Revolution, als deren Instrument sich der kommunistische Konkurrenzverband CGT sah, von der CFTC stets zugunsten von Reformen abgelehnt. 1964 entschied sich eine Mehrheit der Mitglieder der CFTC für die Säkularisierung und die Umbenennung in Confédération française démocratique du travail (CFDT). Etwa zehn Prozent der Mitglieder verließen daraufhin die Organisation und gründeten die CFTC neu.
Die CFTC steht politisch weiter rechts als die CFDT. Sie ist der einzige Gewerkschaftsbund Frankreichs, dessen Mitglieder bei der französischen Präsidentschaftswahl 2002 überdurchschnittlich oft für den rechtsextremen Kandidaten Jean-Marie Le Pen stimmten.

### Coordination française nationale des travailleurs
Die Coordination française nationale des travailleurs war ein „Gewerkschaftsbund“ der rechtsextremen Partei Front national (FN). Sie vereinte mehrere Kleinstgewerkschaften (Polizei, Gefängnispersonal, Verkehrsmittel, Post, Bildung), Arbeitgeberorganisationen und Mietervereine. 1997 nahm sie in 34 Départements an den Arbeitsgerichts-Wahlen teil. Die Wahl der CFNT-Vertretern wurde jedoch aufgrund von Klagen anderer Gewerkschaften annulliert, weil die Organisation ideologisch zu abhängig von der Front national und sie deshalb keine echte Gewerkschaft sei.

### Confédération nationale du travail
In Frankreich tragen drei (oder vier) Gewerkschaften den Namen Confédération nationale du travail (CNT):
Die Confédération Nationale du Travail-Vignoles (CNT-F) ist eine revolutionär-syndikalistische Gewerkschaftsföderation.
Die Confédération Nationale du Travail – AIT (CNT-IAA) (auch CNT-F genannt innerlich der IAA) ist der anarchosyndikalistischen Internationalen ArbeiterInnen-Assoziation (IAA) angeschlossen. Sie ist eine dezentral aufgebaute anarchistische Gewerkschaftskonföderation und besteht aus lokalen und betrieblichen Gruppen (Syndikaten) in 17 französischen Städten. Ihre Mitgliederzahl liegt nach eigenen Angaben derzeit im dreistelligen Bereich.
Die Confédération Nationale du Travail – Solidarité Ouvrière (CNT-SO) ist eine Spaltung von der französischen CNT-AIT, die ein Bedürfnis nach der Nützung von Gewerkschaftsfunktionären anerkennt.
Ihren Ursprung haben alle „Mini“-gewerkschaften in einer Gruppe, die 1946 von im französischen Exil lebenden spanischen Anarchosyndikalisten gegründet wurde, die in Paris noch einige Mitglieder in die Confédération Nationale du Travail – Tour d'Auvergne hat, auch wenn diese heutzutage keine Aktion zu haben scheinen.

### Union syndicale Solidaires
Die Union syndicale Solidaires ist ein linker basisdemokratischer Gewerkschaftsverband. Sie gilt als eine Abspaltung der gemäßigten CFDT, die die Selbstorganisation weiterfördern wollte und ist eines der Gründungsmitglieder von Attac. Ursprünglich von zehn unabhängigen Gewerkschaften als Groupe des 10 (G10) gegründet, erweiterte sie sich 1989 um die Sud-PTT, einem Bund von im vergangenen Jahr aus der CFDT ausgeschlossener Gewerkschaften des Post- und Telekommunikationssektors. Nach Anschluss weiterer Abspaltungen CFDT erfolgte 1998 ihre Neugründung unter heutigem Namen. Laut einiger Politiker versuchen verschiedene radikalere Parteien wie die trotzkistische Ligue communiste révolutionnaire, die ökosozialistischen Ensemble !, oder auch die anarchistische Alternative Libertaire intern an Einfluss zu gewinnen.

### Union nationale des syndicats autonomes (UNSA)
1993 geboren aus der Spaltung der FEN, und der Vereinigung mit der FAT, der FMC, der FGSOA und der FGAF.

### Confédération Française de l'Encadrement (CGC)
Die Confédération Française de l'Encadrement CGC besteht aus Berufsverbänden und Gewerkschaften. Sie repräsentiert die Cadres (Leitenden Angestellten). Sie wurde 1944 gegründet und hat 110.000 Mitglieder.

## Großbritannien

### Entwicklung im 18., 19. und 20. Jahrhundert
Schon im ausgehenden 18. Jahrhundert begann in Großbritannien die Entwicklung der Industrialisierung; der bisherige Agrarstaat wandelte sich. Noch waren die Handwerker in „Guilds“ – also Gilden – organisiert. Die dann zunehmende Industrialisierung war der Kern der Entwicklung zu „trade unions“ oder „labour unions“, also zu den Gewerkschaften. Eine der frühen Gewerkschaften war die durch den irischen Baumwollspinner John Doherty (1798–1854) ab 1829 aufgebaute Grand Union of Cotton Spinners, die Gewerkschaft der Spinnerei-Arbeiter, aus der im Folgejahr dank seiner Initiative die National Association for the Protection of Labour entstand, einer der ersten spartenübergreifenden Gewerkschaftsbünde.
Ein wichtiger Schritt war die formale staatliche Anerkennung der Gewerkschaften im Jahr 1872, die einerseits einen Meilenstein der Demokratisierung darstellte, andererseits die britischen Gewerkschaften auch davon abhielt, sich in einer Partei zu organisieren, um grundlegende politische Ziele durchzusetzen, wie es etwa bei der deutlich früheren Entwicklung von Arbeiterparteien in anderen, stärker repressiven Staaten der Fall war.
Großbritannien hat als früher Industriestaat die bedeutendste historische Entwicklung in der Gewerkschaftsbewegung. Davon zeugen die rund 108 historischen Gewerkschaften. Auch der Trade-Unionismus hat seinen Ursprung in den industriellen Zentren Englands. Traditionell arbeiteten die Gewerkschaften politisch mit der Labour Party zusammen, welche in ihren Anfangsjahren keine Individualmitgliedschaft kannte. Mitglieder der Labour Party waren automatisch auch Gewerkschaftsmitglieder, sofern sich die entsprechenden Gewerkschaften für einen Beitritt zur Labour Party entschlossen haben. Vor der Zusammenarbeit mit Labour bestand jedoch ein enges Verhältnis der Trade Unions zur Liberalen Partei, welche über Jahrzehnte die parlamentarische Interessenvertretung der Gewerkschaften war (Lib Lab). Labour konnte anfangs kaum Anklang bei der Mehrheit der Gewerkschafter finden. Auch frühere Gründungen von sozialdemokratischen Parteien blieben erfolglos, so die Independent Labour Party und die Social Democratic Federation, die sich später der Labour Party anschlossen. Britische Gewerkschaften waren vor allem durch ein hohes Maß an Entpolitisierung und Misstrauen gegenüber sozialistischen Ideen geprägt. Revolutionäre Umsturzpläne waren unter Gewerkschaftsmitgliedern praktisch nicht zu finden. Eine Folge der langen Tradition von Gewerkschaften in Großbritannien und dem Ausbleiben allzu großer Repressionen gegen die Arbeitervertretung, etwa im Gegensatz zum bismarckschen Deutschland.

### Schwächung im ausgehenden 20. Jahrhundert
In Großbritannien herrschte bis 1980 das Closed-Shop-Modell (dt. hier in etwa: in sich geschlossener Betrieb), das heißt, alle Mitarbeiter eines Betriebes mussten pflichtmäßig der Gewerkschaft angehören. Schon der Winter of Discontent 1978/1979, in dem es zu ausgedehnten Streiks der Gewerkschaften mit dem Ziel signifikanter Lohnsteigerungen kam, endete mit einer erheblichen Schwächung der Gewerkschaftsbewegung. In der Folge kam Margaret Thatcher bei den Parlamentswahlen am 4. Mai 1979 an die Regierungsmacht.
Im Britischen Bergarbeiterstreik 1984/1985 verlor die National Union of Mineworkers (NUM) immer mehr den Rückhalt der britischen Bevölkerung und führte zu einer zunehmenden Radikalität des Bergarbeiterführers Arthur Scargill. Nach über einem Jahr des Arbeitskampfes gewann die Regierung unter Margaret Thatcher die Oberhand über die Bergarbeitergewerkschaft.
Es folgte die Abschaffung des Closed Shop (Pflichtmitgliedschaft in Gewerkschaften für Arbeiter zahlreicher Unternehmen) und dem Verbot der so genannten Flying Pickets (Streikposten, die nicht dem bestreikten Betrieb angehören). In der Wirtschaft wurden daraufhin einige von den Gewerkschaften zuvor bekämpften technischen Innovationen nachgeholt. So konnten beispielsweise Ende der Achtziger die britischen Zeitungen vom Bleisatz auf den in anderen Ländern schon seit langem üblichen Fotosatz umgestellt werden, was die Gewerkschaften bis dahin immer verhindert hatten.
Die Bergarbeitergewerkschaft National Union of Mineworkers (NUM) verlor von 253.000 Mitgliedern im Jahre 1979 auf nunmehr unter 5.000 Mitglieder im Jahre 2000. Die Transport and General Workers Union (TGWU) hatte im Jahre 1979 noch 2.086.000 Mitglieder und kam im Jahre 2000 noch gerade auf 858.000 Mitglieder.
Viele Historiker und Experten für Arbeitsbeziehungen betrachten die gesamten 1980er und frühen 1990er Jahre als eine einheitliche Phase des kontinuierlichen Rückgangs der Streikhäufigkeit und der Gewerkschaftsmitgliedschaft in Großbritannien. Diese Rückgänge in der Gewerkschaftsmitgliedschaft und der Streikhäufigkeit werden oft „Thatcherismus“ und der Übernahme von „Individualismus“ sowie „Feindseligkeit gegenüber Gewerkschaften“ innerhalb der britischen Arbeiterklasse zugeschrieben. Eine empirische Untersuchung zeigt allerdings, dass der Rückgang der Gewerkschaftsmitgliedschaft im Zeitraum von 1980 bis 1988 überwiegend auf Entlassungen und Betriebsschließungen in Bereichen der Wirtschaft, in denen die Gewerkschaften ihre stärksten Betriebsorganisationen und die höchsten Mitgliederdichten hatten, zurückgehen. Außerdem wird deutlich, dass es der Gewerkschaftsbewegung zwar gelang, den Mitgliederschwund in den späten 1980er Jahren einzudämmen, als sich die Wirtschaft von der Rezession zu erholen begann, sie jedoch nicht in der Lage war, die Millionen von Mitgliedern zurückzugewinnen, die sie verloren hatte. Dies lag nicht an einem kulturellen Wandel hin zu einer anti-gewerkschaftlichen Haltung oder an der Abschaffung der verpflichtenden Gewerkschaftsmitgliedschaft („Closed Shop“), sondern vielmehr an der Unfähigkeit der Gewerkschaften, sich effektiv anzupassen, um Arbeitnehmer in einer stark veränderten Wirtschaftslandschaft, geprägt von  kleinen und mittleren Unternehmen im Dienstleistungssektor, zu organisieren.

### Gewerkschaftliche Dachverbände in Großbritannien
- General Federation of Trade Unions (GFTU)
- Scottish Trades Union Congress (STUC)
- Trades Union Congress (TUC)

### Heutige Gewerkschaften in Großbritannien
Wegen ihrer Größe oder Bedeutung sind hervorzuheben:
- National Union of Mineworkers (NUM). Sie ging 1945 aus einer Reorganisation der Miners’ Federation of Great Britain (MFGB) hervor. Die einzelnen Bergarbeitergewerkschaften, die in der Föderation zusammengeschlossen waren, waren im späten 19. und frühen 20. Jahrhundert die größten und mächtigsten Gewerkschaften Großbritanniens und übten einen erheblichen Einfluss auf die Gewerkschaftsbewegung im Land aus. Unter anderem vertraten sie das Ziel, eigene Gewerkschaftskandidaten zu Unterhauswahlen aufzustellen und erlangten so 1874 die ersten Sitze im Unterhaus für Mitglieder der Arbeiterklasse. Die NUM-Mitgliederzahlen nahmen von ca. 253.000 Mitgliedern im Jahre 1979 auf unter 5.000 Mitglieder im Jahre 2000 ab.[12]
- Die Transport and General Workers Union (TGWU) war im Jahre 1979 mit 2.086.000 Mitgliedern die größte Gewerkschaft Großbritanniens. Durch zahlreiche Reformen, insbesondere der konservativen Regierung unter Margaret Thatcher und ihre Wirtschaftspolitik hat sie auf 858.000 Mitglieder im Jahre 2000 abgenommen.[12]
- General workers’ union (GMB) ist eine allgemeine Gewerkschaft (general union) mit 600.000 Mitgliedern. GMB ist in 34 der 50 größten Firmen organisiert.
- UNISON — the Public Service Union hatte 2005 1,3 Mio. Mitglieder + 155.000 Mitglieder.
- Public and Commercial Services Union (PCS) hat 325.000 Mitglieder.
- Union of Shop, Distributive and Allied Workers (USDAW) ist eine der größten Gewerkschaften im Bereich des Handels mit über 345.000 Mitgliedern.
- National Union of Rail, Maritime and Transport Workers (RMT) ist die Gewerkschaft der Transportindustrie mit 75.000 Mitgliedern.

## Irland
1908 wurde in Irland die Irish Transport and General Workers’ Union (ITGWU; Irische Transport- und Arbeiterunion) als eine irische Gewerkschaftsunion von James Larkin gegründet. Anfangs bezog die ITGWU ihre Mitglieder hauptsächlich von der in Liverpool ansässigen National Union of Dock Labourers (Nationale Union der Hafenarbeiter), aus der Larkin 1908 ausgeschlossen worden war. Später umfasste die Union Mitglieder verschiedener Industriezweige.
Die ITGWU war der Dreh- und Angelpunkt während des Dublin Lockout im Jahr 1913 – einem monatelangen Generalstreik, der die ITGWU und die Arbeiterbewegung nachhaltig beeinflusste. Nach der (für die ITGWU fehlgeschlagenen) Aussperrung wanderte Larkin 1914 nach Amerika aus, und William X. O’Brien wurde der neue Anführer und diente später für viele Jahre als Generalsekretär.
Larkin kehrte 1923 nach Irland zurück und traf sich mit Mitgliedern der Trade Union, um ein Ende des Irischen Bürgerkriegs zu bewirken. Trotz aller Bemühungen befand sich Larkin im Widerspruch zu William O’Brien, der in dessen Abwesenheit zur tragenden Figur der ITGWU, der Irish Labour Party und dem Trade Union Congress aufgestiegen war. Der bittere Streit zwischen den beiden sollte über zwanzig Jahre andauern.
1924 gründete Larkins Bruder Peter eine neue Union, die Workers’ Union of Ireland (WUI), zu der viele ITGWU-Mitglieder aus Dublin wechselten. Doch trotz des Mitgliederschwunds blieb die ITGWU die dominante Kraft unter den Gewerkschaftsverbänden, vor allem außerhalb der Hauptstadt Dublin.
1945 verließ die ITGWU den Irish Congress of Trade Unions, als der Congress die Mitgliedschaft der WUI akzeptierte, und begründete den rivalisierenden Congress of Irish Unions.
1990 schloss sich die ITGWU letztendlich mit der WUI zur neuen Gewerkschaft, der Services, Industrial, Professional and Technical Union (SIPTU) zusammen.

## Italien
Italien hat – wie in Frankreich – politisch orientierte Richtungsgewerkschaften:

### Confederazione Generale Italiana del Lavoro
Die Confederazione Generale Italiana del Lavoro (CGIL) ist ein nationaler Gewerkschaftsbund in Italien. Sie wurde im Juni 1944 gegründet durch die Einigung von Sozialisten, Kommunisten und Christdemokraten, niedergelegt im so genannten Vertrag von Rom. Sie hat mehr als 5 Mio. Mitglieder, von denen ungefähr 2,3 Mio. aktiv sind. Die CGIL ist Mitglied im Internationalen Bund Freier Gewerkschaften und dem Europäischen Gewerkschaftsbund sowie des Gewerkschaftlichen Beratungsausschusses bei der OECD.

### Unione Sindacale Italiana
Die Unione Sindacale Italiana (USI; Union der italienischen Syndikalisten) war der Dachverband der italienischen Syndikalisten, der im Zuge des Biennio rosso ca. 1 Mio. Mitglieder zählte. Die USI wurde 1912 gegründet. Sie sagte sich vom Reformismus los und orientierte sich an den radikalen Grundsätzen der Ersten Internationale. Sie schloss sich später der anarcho-syndikalistischen International Workers Association (IWA) an.
Nach Kriegsende erreichte die Mitgliedszahl im Biennio rosso, den beiden „roten“ Jahren 1919 und 1920, einen Höhepunkt (ca. 1.000.000). Während dieser Zeit schloss sich der International Workers Association (IWA; Associazione Internazionale dei Lavoratori, AIT; Asociación Internacional de los Trabajadores) an. Sie nannte sich auch USI-AIT und wurde zum Hauptgegner Mussolinis in den Straßenschlachten des Biennio rosso und Biennio nero. Die USI-AIT wurde 1926 von Mussolini verboten, setzte jedoch ihre Tätigkeit im Untergrund und im Exil fort.
Nach dem Zweiten Weltkrieg folgten die verbliebenen Mitglieder dem Ruf der Federazione Anarchica Italiana die zur Teilnahme an einer Einheitsgewerkschaft aufrief und fusionierte mit der Confederazione Generale Italiana del Lavoro (CGIL). Als sich die CGIL 1950 teilte, gründeten einige Aktivisten die USI-AIT erneut, konnten aber auch nicht annähernd an frühere Erfolge anschließen. Bis in die 1960er Jahre war sie in einigen Regionen vertreten, die syndikalistische Botschaft hielt sie bis zuletzt aufrecht.

### Confederazione Generale dei Sindacati Autonomi dei Lavoratori
Die Confederazione Generale dei Sindacati Autonomi dei Lavoratori (CONF.S.A.L.) ist ein 1979 gegründeter italienischer Gewerkschaftsbund. Er entstand aus einer Fusion der seit vielen Jahren existierenden SNALS und UNSA. Er gehört dem europäischen Gewerkschaftsbund CESI an, dessen Mitgliedsorganisationen nicht sozialistisch sind.

### Confederazione Italiana Sindacati Autonomi Lavoratori
Die Confederazione Italiana Sindacati Autonomi Lavoratori (CISAL) ist ein kleinerer Gewerkschaftsbund in Italien. Er wurde 1957 gegründet. Als einziger Gewerkschaftsbund weist er eine Präferenz für die von relativ vielen Arbeitern gewählten Partei Forza Italia des früheren Ministerpräsidenten Silvio Berlusconi auf. Die CISAL zählt 1.700.000 Mitglieder.

### Autonomer Südtiroler Gewerkschaftsbund
Der Autonome Südtiroler Gewerkschaftsbund (ASGB) ist die gewerkschaftliche Organisation der deutschen und ladinischen Arbeiterschaft in Südtirol. Er wurde 1964 von ehemaligen Mitgliedern der mehrheitlich italienischen Gewerkschaft CISL gegründet, um den Arbeitern der deutschen und ladinischen Volksgruppe eine eigenständige Gewerkschaftsvertretung zu ermöglichen. Heute ist der ASGB mit 27.000 Mitgliedern (2006) die stärkste Gewerkschaftsorganisation in Südtirol.

### Confederazione Italiana Lavoratori Liberi
Die Confederazione Italiana Lavoratori Liberi (CONF.ILL; Italienischer Bund freier Arbeiter) ist eine Mitgliedsorganisation des Bundes europäischer nicht-sozialistischer Gewerkschaftsbünde CESI. Die CONF.ILL ist kein Gewerkschaftsbund im juristischen Sinne, hat aber in Italien etwa 200.000 Mitglieder.

### Unione Generale del Lavoro
Die Unione Generale del Lavoro (UGL) ist ein unbedeutender italienischer Gewerkschaftsbund. Er steht der postfaschistischen Partei Alleanza Nazionale nahe. Die deutschen Gewerkschaften kooperieren nicht mit der UGL. 1950 wurde die UGL als CISNAL gegründet und trägt seit 1996 den jetzigen Namen.

### Sindacato Padano
Das Sindacato Padano (SINPA, sinngemäß Oberitalienische Gewerkschaft) ist eine sehr kleine Gewerkschaft in Norditalien. Sie steht der norditalienischen Befreiungsbewegung Lega Nord nahe und besitzt nur eine eingeschränkte Bedeutung. Sie wurde 1996 als Sindacato Autonomo di Lavoratori Padani (Autonome Gewerkschaft der oberitalienischen Arbeiter) gegründet.

## Niederlande
Die erste Gewerkschaft (vakbond) in den Niederlanden war der Algemene Nederlandse Grafische Bond, die 1866 gegründet wurde.
Es gibt folgende Gewerkschaften (Vakbonden) in den Niederlanden:
AVV
Alternatief voor Vakbond,
BTP
Bond van Telecompersoneel, die Vereinigung des Telecompersonals;
CMHF
Centrale van Middelbaar en Hogere Functionarissen,
VHMF
Vereniging van Hoofdambtenaren bij het Ministerie van Financiën,
CNV
Christelijk Nationaal Vakverbond, der nationale christliche Gewerkschaftsbund;
FNV
Federatie Nederlandse Vakbeweging,
LBV
Landelijk Belangen Vereniging,
LSVb
Landelijke Studenten Vakbond,
MHP
Vakcentrale voor middengroepen en hoger personeel, Gewerkschaftszentrale für gehobene und höhere Angestellte;
NU'91
Vakbond voor de verpleging en verzorging, Gewerkschaft für Nahrungsmittel und Versorgung;
RMU
Reformatorisch Maatschappelijke Unie,
VAWO
Vakbond voor de wetenschap, vakorganisatie voor personeel van universiteiten, onderzoekinstellingen en universitair medische centra,
VHKP
Vereniging voor Hoger KLM Personeel, eine kategoriale Gewerkschaft für KLM Fluggesellschaft Management und Spezialisten.
VLD
Vakbeweging in Vervoer, Logistiek en Dienstverlening, die Gewerkschaft für Dienstleister;
VVMC
Vakbond voor Rijdend Personeel,
VNV
Vereniging van Nederlandse Verkeersvliegers, die Vereinigung der Verkehrsflieger;
Marver
Marechaussee vereniging ,
VBMlNOV
Vakbond voor defensiepersoneel.

## Österreich

### Österreichischer Gewerkschaftsbund
Der Österreichische Gewerkschaftsbund ist eine 1945 gegründete überparteiliche Interessenvertretung für Arbeitnehmer. Traditionell wird er aber von den Sozialdemokraten dominiert. Er ist als Verein konstituiert und gliedert sich intern in sieben (Stand 2011) Teilgewerkschaften. Seit 2009/2010 befindet sich der ÖGB mit den Fachgewerkschaften PRO-GE, GBH, vida, GPF, GdG-KMSfB und dem Verband Österreichischer Gewerkschaftlicher Bildung (VÖGB), dem ÖGB-Verlag und dem Reiseunternehmen Sotour Austria in einem gemeinsamen Haus am Handelskai im 2. Wiener Gemeindebezirk (Johann-Böhm-Platz 1, 1020 Wien).

### Gewerkschaften in Österreich
Die sieben Teilgewerkschaften sind:
- Gewerkschaft GPA (vormals GPA und DJP, dann Gewerkschaft der Privatangestellten, Druck, Journalismus, Papier, 2020 Umbenennung in Gewerkschaft GPA[13])
- Gewerkschaft öffentlicher Dienst (GÖD)
- Gewerkschaft der Gemeindebediensteten, Kunst, Medien, Sport und freie Berufe (GdG-KMSfB)
- Gewerkschaft vida (vormals GdE, HTV und HGPD)
- Gewerkschaft Bau-Holz (GBH)
- Gewerkschaft für Post- und Fernmeldebedienstete (GPF)
- Produktionsgewerkschaft (Gewerkschaft PRO-GE) (vormals GdC und GMTN)

Weiters sind die Gewerkschaften GBH, KMSfB, GPF und vida als infra – Die Allianz der Infrastrukturgewerkschaften gemeinsam tätig.

## Schweden
Die Gewerkschaftsbewegung war ein integraler Bestandteil der Arbeiterbewegung in Schweden. Die ersten Gewerkschaftsvereine wurden in den 1870er Jahren nach britischem und deutschem Vorbild gebildet. Der Durchbruch gelang infolge der großen Streikwelle in Norrland um 1880. Diese Streiks, die vom Militär niedergeschlagen worden waren, wiesen auf die Notwendigkeit einer einheitlichen Organisation hin. In den folgenden Jahren entstand eine Reihe von Gewerkschaften, die sich 1898 in einem Dachverband, der Landesorganisation LO zusammenschlossen.
Die positive Entwicklung wurde durch den Generalstreik von 1909 unterbrochen, weil dieser nach einigen Wochen zusammenbrach. Viele Mitglieder verließen die Landesorganisation und schlossen sich einer neugegründeten syndikalistischen Bewegung nach französischem Vorbild, Sveriges Arbetares Centralorganisation (SAC), an. Zunächst war die Konkurrenz zwischen diesen beiden Gewerkschaften stark, doch verlor die syndikalistische Gewerkschaft nach dem Ersten Weltkrieg schnell an Bedeutung.
Die Landesorganisation ging schon früh eine enge Verbindung mit dem politischen Zweig der Arbeiterbewegung, der Sozialdemokratischen Arbeiterpartei (SAP), ein. Mit dem Erstarken der SAP bekam auch LO eine stärkere Position bei der Durchsetzung gewerkschaftlicher Fragen.
Gewerkschaften und Arbeitgeber bekämpften gleichermaßen Versuche des Staates, den Arbeitsmarkt durch Gesetzgebung zu regeln. 1938 wurde das historisch bedeutsame Abkommen von Saltsjöbaden geschlossen: LO und die Arbeitgeberorganisation Svenska Arbetsgivareföreningen  (SAF) legten Rahmenbedingungen für die Sozialpartnerschaft fest, die bis in die 1960er Jahre Gültigkeit behielten. Die Vertragspartner einigten sich über eine Verhandlungsordnung und stellten Regeln für den Einsatz von Kampfmaßnahmen auf.
In der Zwischenkriegszeit entstanden auch die ersten Angestelltengewerkschaften. Die soziale und berufliche Situation der Angestellten war besser als die der Arbeiter, und sie standen den Arbeitgebern näher. Diese Angestelltengewerkschaften traten nicht dem SAP-nahen Dachverband LO bei, sondern bildeten 1944 einen eigenen Dachverband, Tjänstemännens Centralorganisation (TCO). 1947 entstand die letzte der drei Dachorganisationen, die Akademiker-Gewerkschaft SACO.
In den 1960er und 1970er Jahren wuchsen die Gewerkschaften stark. Der Organisationsgrad betrug Mitte der 1980er Jahre 85 %. Danach stagnierte zwar die Mitgliederzahl, aber der heutige Organisationsgrad von 68 % (2019) ist einer der höchsten in allen Industriestaaten. Der Frauenanteil gleicht in skandinavischen Gewerkschaften dem Männeranteil und ist somit deutlich höher als im übrigen Europa.
Die veränderten Bedingungen auf dem Arbeitsmarkt haben zu einer verstärkten Zusammenarbeit der Gewerkschaftsverbände seit den 1990er Jahren geführt.

### Gewerkschaften in Schweden
- Landsorganisationen (LO): Dachverband für 16 Einzelgewerkschaften (1,86 Mio. Arbeiter 2005)[17]
- Tjänstemännens Centralorganisation (TCO): Dachverband für 17 Einzelgewerkschaften (1,27 Mio. Angestellte 2005)
- Sveriges Akademikers Centralorganisation (SACO): Dachverband für 26 Einzelgewerkschaften (569.000 Akademiker 2005)
- Sveriges Arbetares Centralorganisation (SAC): syndikalistische Gewerkschaft (etwa 8.000 Mitglieder)

## Schweiz
In der Schweiz ist heute gut jeder vierte Beschäftigte in einer Gewerkschaft oder einem gewerkschaftsähnlichen Verband organisiert. Im westeuropäischen Vergleich ist dies eher wenig.

### Gewerkschaftsverbände in der Schweiz
Der Schweizerische Gewerkschaftsbund (SGB) ist die größte Arbeitnehmerorganisation der Schweiz. In ihm sind sechzehn Einzelgewerkschaften zusammengeschlossen, die insgesamt rund 380.000 Mitglieder vertreten. Die Schweizer Gewerkschaften waren von Anfang an um die Schaffung eigener Selbsthilfe- und Sozialeinrichtungen bemüht: Zunächst Arbeitslosen- und Krankenkassen, Alters- und Unterstützungskassen, später Schulungs- und Ferien- und Sozialeinrichtungen. Von jeher gewährten die Gewerkschaften ihren Mitgliedern auch Rechtsschutz.
2002 wurde in Bern unter dem Namen Travail.Suisse eine neue Dachorganisation der Arbeitnehmenden gegründet. Urheber dieser Gründung waren die Verbände und Gewerkschaften, die vorher dem Christlichnationalen Gewerkschaftsbund der Schweiz (CNG) und der Vereinigung schweizerischer Angestelltenverbände (VSA) angeschlossen waren. Diese Verbände vertreten rund 170.000 Mitglieder.

### Einzelgewerkschaften in der Schweiz
Mit dem Zusammenschluss der GBI, SMUV, VHTL, unia und actions zur Unia ist im Herbst 2004 die größte Gewerkschaft der Schweiz mit rund 200.000 Mitgliedern und fast 100 Sekretariaten entstanden. Die Anstellungsbedingungen von etwa einer Million Menschen sind in Gesamtarbeitsverträgen geregelt, die von der Unia ausgehandelt werden.
- syndicom: Gewerkschaft Medien und Kommunikation mit 43.000 Mitgliedern
- garanto: Zollgewerkschaft
- Gewerkschaft Bau und Industrie, (GBI), seit 2004 Teil der UNIA
- Gewerkschaft Verkauf Handel Transport Lebensmittel (VHTL): Früher 14.000 Mitglieder, seit 2004 Teil der UNIA
- Personalverband des Bundes (PVB): 12.000 Mitglieder
- Gewerkschaft Industrie, Gewerbe, Dienstleistungen (Smuv): Früher 90.000 Mitglieder, seit 2004 Teil der UNIA
- Gewerkschaft des Verkehrspersonals (SEV): 47.000 Mitglieder
- Schweizerischer Lehrerinnenverein, Gewerkschaft Syna: 65.000 Mitglieder
- Swiss Air Traffic Controllers’ Associations (SwissATCA)
- Unia: 200.000 Mitglieder
- Schweizerischer Verband des Personals öffentlicher Dienste (VPOD)
- Verband schweizerischer Arbeiterinnenvereine (SAV): von 1893 bis 1917
- Verband Schweizer Lokomotivführer und Anwärter (VSLF)

## Spanien
In Spanien gibt es verschiedene Gewerkschaftsbünde. Zu den größten gehören die Comisiones Obreras, die Unión General de Trabajadores und die Union Sindical Obrera. Regionale Organisationen sind die Confederación Intersindical Galega in Galicien, die baskische demokratische ELA-STV und die baskische nationalistische Langile Abertzalen Batzordeak. Des Weiteren ist die anarcho-syndikalistische Gewerkschaft Confederación Nacional del Trabajo (CNT) die einst eine einflussreiche Gewerkschaft, v. a. im katalanischen Raum um Barcelona war.

## USA

### Gewerkschaftsentwicklung im 19. Jahrhundert
In den USA entstanden die Gewerkschaften nicht wie die europäischen Gewerkschaften aus klassenkämpferischen Motiven, sondern sie waren überwiegend eine Schutzgemeinschaft gegenüber den Einwanderern und den Nichtorganisierten. Die US-Gewerkschaften des späten 19. Jahrhunderts verstanden sich als Gegenentwurf zu den Unternehmenskartellen gewissermaßen als „Lohnkartelle“, die im kapitalistischen System die Rolle des Anbieters von Arbeitskraft einnahmen und diese im Interesse ihrer Mitglieder möglichst teuer verkaufen wollten. In der Anfangszeit wurden Arbeitgeber oft erpresst und mit Gewalt gezwungen, nur Gewerkschaftsmitglieder einzustellen. Umgekehrt war die Mitgliedschaft in einer US-Gewerkschaft üblicherweise an hohe Eintrittsgebühren oder Abgabe eines Teils des Lohnes sowie Aufnahmeprüfungen gebunden.
Als erste US-Gewerkschaft wurde die National Labor Union (NLU) am 20. August 1866 in Baltimore gegründet. Ihr wichtigstes Ziel war die Einführung des Achtstundentages. Schwarze oder Chinesen wurden in dieser Trade Union anfangs nicht als Mitglied aufgenommen und gründeten eigene kleine Gewerkschaften. In ihrer Grundsatztagung von 1869 erklärte die NLU, Arbeiterrechte unabhängig von Geschlecht und Hautfarbe zu vertreten, und öffnete sich ab nun auch Frauen und Schwarzen. Die NLU beschränkte sich jedoch zunehmend auf die Arbeit im Parlament (Einbringen von Gesetzesinitiativen); ihre Bedeutung nahm ab und sie löste sich 1873 auf.
Schon 1869 wurden die Knights of Labor gegründet und wurden bald zur führenden Gewerkschaft in den USA. Sie hatte bis zu 700.000 Mitglieder im 19. Jahrhundert. Ihre Ziele waren neben der Erhöhung der Löhne die Abschaffung der Kinderarbeit und die Einführung des Achtstundentages. Sie forderten „a proper share of the wealth they create, […] more free time, and generally more benefits of society“, kurz also eine gerechtere Vermögensverteilung, mehr Freizeit und eine sozialere Gesellschaft. Bekannt wurde aus den Reihen dieser Gewerkschaft Thomas Mooney (1882–1942), der ein Arbeiteraktivist in San Francisco war und der in den Bombenanschlag beim Preparedness Day 1916 verwickelt gewesen sein soll.
Eine Unterstützerin der Gewerkschaftsforderungen war ab 1870 Victoria Woodhull, die zeitweise dem amerikanischen Zweig der Ersten Internationale angehörte.
1886 gründete Samuel Gompers als Reorganisation der Vorgängerorganisation Federation of Organized Trades and Labor Unions in Columbus (Ohio) die American Federation of Labor (AFL, heute AFL-CIO), die US-weit schon bald 1,4 Millionen Mitglieder aufweisen sollte. Sie war einer der ersten Facharbeitergewerkschaftsbünde in den USA. Gompers war bis zu seinem Tode im Jahr 1924 Präsident der AFL.

### Gewerkschaftsverbände in den USA
1886 schlossen sich viele Einzelgewerkschaften zum Dachverband AFL zusammen, der rund die Hälfte der amerikanischen Arbeiter vertrat. Nach außen setzte der Verband auf die Abriegelung vor allem gegenüber der wegen der Fließbandfertigung wachsenden Schicht der ungelernten Arbeiter. Die AFL konzentrierte sich auf die direkten, aktuellen Forderungen der Arbeiter und stellte die Rechte der Eigentümer der Produktionsmittel im Kapitalismus nicht in Frage. Sie unterstützte einzelne Politiker, welche die Interessen der Arbeiter vertrat, nicht jedoch einzelne Parteien. Sie stand im Gegensatz zu den radikaleren Industrial Workers of the World (IWW), die sich als Klassenkampforganisation verstand und alle Arbeiter und Arbeiterinnen unabhängig von ihrem beruflichen Status organisierte.
1938 spalteten sich zehn Gewerkschaften von der AFL ab und gründeten den neuen Dachverband CIO, der sich gezielt Ungelernten öffnete. Beide Verbände standen sich in den folgenden Jahrzehnten verfeindet gegenüber. Nach dem Zweiten Weltkrieg gerieten die Gewerkschaften unter Druck durch die republikanische Mehrheit im Kongress und den Präsidenten Eisenhower. 1955 vereinigte sie sich deshalb wieder mit dem CIO und existiert heute als AFL-CIO. Die Mitgliederschaft nimmt kontinuierlich ab. 1955 waren 34 % der Arbeiter in den USA in dem neuen Dachverband organisiert. 2005 waren es 12 %. Für 2008 wird der gewerkschaftliche Organisationsgrad in der privaten Wirtschaft nur noch mit 7,5 % angegeben.
2005 traten zahlreiche Gewerkschaften (darunter mit der Dienstleistungsgewerkschaft SEIU die größte Einzelgewerkschaft) aus und formierten sich unter dem neuen Dachverband Change to Win.
Seit dem späten 20. Jahrhundert wandeln sich die US-Gewerkschaften programmatisch immer mehr zu einer ganzheitlichen Vertretung aller Arbeitnehmer. Ihr Einfluss ist seit 1980 stetig zurückgegangen.

### Einzelgewerkschaften in den USA

#### United Steelworkers
Die United Steel, Paper and Forestry, Rubber, Manufacturing, Energy, Allied Industrial and Service Workers International Union (USW) ist mit über 1,2 Millionen aktiven und ehemaligen Mitgliedern die größte Industriegewerkschaft Nordamerikas. Sie vertritt Arbeiter in den USA und in Kanada. Hauptsitz der Gewerkschaft ist Pittsburgh (Pennsylvania).
Die USW wurde als USWA am 22. Mai 1942 von Mitgliedern der Amalgamated Association of Iron, Steel, and Tin Workers und des Steel Workers Organizing Committee gegründet. Zuvor war es zu häufigen, teilweise gewaltsamen Auseinandersetzungen von streikenden Arbeitern und Streikbrechern oder der Polizei gekommen. Erster Präsident der Gewerkschaft war Mitbegründer Philip Murray.

#### American Railway Union
Die American Railway Union (ARU) war die größte Gewerkschaft der 1890er Jahre in Amerika und die erste Industriegewerkschaft in den Vereinigten Staaten. Sie wurde am 20. Juni 1893 von Bahnarbeitern in Chicago, Illinois, unter der Führung von Eugene V. Debs (einem Lokomotivheizer) gegründet. Die ARU verkörperte in ihrer Politik, anders als die anderen Gewerkschaften, eine Vertretung aller Bahnmitarbeiter, unabhängig davon, ob sie nun als Handwerker oder im Dienst am Kunden bei einer Eisenbahngesellschaft eingesetzt waren. Innerhalb eines Jahres hatte die ARU Hunderte von Ortsgruppen und über 140.000 Mitglieder im ganzen Land.
1893 kürzte die Eisenbahngesellschaft Great Northern Railway die Löhne ihrer Beschäftigten. Bis zum April entschied sich die ARU für einen Streik und legte damit die Eisenbahn für 18 Tage lahm. Sie erzwang dadurch von der Gesellschaft die Rücknahme der Lohnkürzungen bei ihren Arbeitern. Dies war der erste und einzige Sieg der Gewerkschaft.
In ähnlicher Weise kürzte die Pullman Palace Car Company ihre Löhne fünfmal – um 30 bis 70 Prozent – zwischen September 1893 und März 1894. Viele Pullman-Arbeiter waren inzwischen in die Eisenbahnergewerkschaft eingetreten. Eine ARU-Versammlung sich aus Solidarität den Streikenden anzuschließen und boykottierte Pullman-Waggons. Der Boykott wurde ein großer Erfolg. Als Antwort darauf gab das Pullman-Management die Order aus, Pullman-Waggons an die Postzüge anzuhängen, um sich so eine Unterstützung ihres Standpunktes über den Postdienst zu verschaffen und die Bundesregierung zu interessieren.
Mit Hilfe des Sherman Antitrust Acts von 1890, der geregelt hatte, es sei für Firmenzusammenschlüsse illegal, Handelsbewegungen oder den Handel einzuschränken, wurde ein gerichtliches Verbot am 2. Juli erwirkt. Es untersagte der ARU-Führung, durch „Zwingen oder Herbeiführen von Drohungen, Einschüchterung, Überredung, Gewalt oder Tätlichkeiten, Bahnangestellten zu verwehren oder sie zu hindern, ihre Aufgaben durchzuführen.“ Am nächsten Tag befahl US-Präsident Grover Cleveland 20.000 Mann Bundestruppen, den Streik zu zerschlagen und für den Zuglauf zu sorgen. Bis zum 7. Juli wurden Debs und sieben andere ARU-Funktionäre festgenommen, angeklagt und wegen „Verschwörung zur Störung des freien Postverkehrs“ verurteilt. Der Streik wurde endgültig zerschlagen. Die ARU löste sich schließlich auf. Die Pullman Company öffnete ihren Betrieb ohne die entlassenen Gewerkschaftsführer wieder.

#### International Brotherhood of Teamsters
Die International Brotherhood of Teamsters (IBT) (sinngemäß: Internationale Bruderschaft der Fuhrleute), kurz nur Teamsters genannt, ist die Gewerkschaft der Transportarbeiter und damit die größte Einzelgewerkschaft der USA und ist seit 1992 auch in Kanada als Teamsters Canada tätig.
Die IBT, vormals auch bekannt als International Brotherhood of Teamsters, Chauffeurs, Warehousemen and Helpers of America verfügt über etwa 1,4 Mio. beitragszahlende Mitglieder und 400.000 Rentner (Stand 2004) und gehört damit auch zu den größten Einzelgewerkschaften weltweit.
Anfänglich waren die Teamsters nur eine Gewerkschaft für Lastkraftwagenfahrer, expandierten aber zur allgemeinen Transportarbeitergewerkschaft und reichen heute bis hinein in die Lebensmittelbranche. Sie sind somit auch die zuständige Gewerkschaft beim Logistikriesen UPS. Die Gewerkschaft gehört heute zur Gewerkschaftsgruppe Change to win, nachdem sie mit einigen anderen Gewerkschaften 2005 den ehemaligen Dachverband AFL-CIO verließ.

#### Writers Guild of America
Die Writers Guild of America (WGA) ist die gemeinsame Gewerkschaft der Autoren in der Film- und Fernsehindustrie der USA. Sie teilt sich in einen westlichen und östlichen Bereich. Ab 2003 zählte sie landesweit über 11.000 Mitglieder. Die Gewerkschaft sorgt auch für die Gesundheits- und Pensionsleistungen der Mitglieder. Ebenso kontrolliert sie die Einhaltung des Urheberrechtes.

#### National Hockey League Players Association
Die National Hockey League Players’ Association (NHLPA) ist eine Gewerkschaft der Profi-Eishockey-Spieler der NHL in Nordamerika. Der Hauptsitz der Spielervereinigung NHLPA ist Toronto. Sie wurde im Juni 1967 von den Spielern aus den Eishockeyclubs der Original Six gegründet. Das Collective Bargaining Agreement (CBA; Gesamtarbeitsvertrag) stellt den Tarifvertrag zwischen der NHL (Vereine) und der Spielergewerkschaft NHLPA dar.

## Gewerkschaften in der Filmkunst
- Die Faust im Nacken mit Marlon Brando
- Norma Rae – Eine Frau steht ihren Mann mit Sally Field
- F.I.S.T. – Ein Mann geht seinen Weg mit Sylvester Stallone
- Silkwood mit Meryl Streep, Cher und Kurt Russell
- Blue Collar mit Richard Pryor und Harvey Keitel
- Jimmy Hoffa mit Jack Nicholson
- Bread and Roses von Ken Loach
- Pride von Matthew Warchus